# Y no puedo olvidarte
"Y No Puedo Olvidarte" é uma canção do grupo pop mexicano RBD, gravada para o seu quinto álbum de estúdio, Empezar Desde Cero (2007). A faixa foi escrita e produzida por Carlos Lara, sendo lançada como segundo single do álbum em 5 de junho de 2008 pela EMI Music.

## Vídeo musical
Devido ao anuncio do fim da banda em agosto de 2008, a banda cancelou a gravação do vídeo musical.

## Apresentações ao vivo
A primeira apresentação da canção aconteceu durante a quinta edição dos Premios Juventud em Miami, sem a presença da integrante Maite Perroni, que estava gravando a novela mexicana Cuidado Con El Ángel.

## Créditos e pessoal
Todo o processo de elaboração da canção atribui os seguintes créditos pessoais:
- Alfonso Herrera – vocal
- Anahí – vocal
- Christian Chávez – vocal
- Christopher von Uckermann – vocal
- Dulce María – vocal
- Maite Perroni – vocal
- Carlos Lara – compositor e produtor
- Gustavo Borner – produtor

## Paradas
| Chart (2008)               | Maior posição |
| -------------------------- | ------------- |
| Los 40 Principales Mexico  | 12            |
| Mexico Top 100             | 31            |
| Latin Radio                | 4             |
| Los 40 Principales Ecuador | 22            |
| Panamá Singles Charts      | 4             |
| El Salvador Singles Charts | 10            |